# Arne Velschow-Rasmussen
Arne Velschow-Rasmussen (30. maj 1905 i København - 2. januar 1970 i København), var en dansk tennisspiller medlem af B.93 og senere HIK.
Velschow-Rasmussen vandt i 1925 det danske mesterskaber i indendørs herredouble med Povl Henriksen og udendørs 1946 med Einer Ulrich 1946. Han spillede i 1946 en kamp på det danske Davis Cuphold.